# Казалине ди Сото III (Виченца)
Казалине ди Сото III је насеље у Италији у округу Виченца, региону Венето.
Према процени из 2011. у насељу је живело 27 становника. Насеље се налази на надморској висини од 79 м.